# Mihály Dávid
Mihály András Dávid (Purcăreţ, 31 luglio 1886 – Budapest, 3 aprile 1945) è stato un pesista ungherese.

## Palmarès
| Anno | Manifestazione | Sede  | Evento         | Risultato | Misura  | Note |
| ---- | -------------- | ----- | -------------- | --------- | ------- | ---- |
| 1906 | Olimpiadi      | Atene | Getto del peso | Argento   | 11,83 m |      |